# Frånlandsvind
Frånlandsvind är en vind som blåser från land ut mot havet. Under 1800-talet och i början av 1900-talet kallades den även överlandsvind.
Frånlandsvind medför ofta att vattentemperaturen vid kusten blir lägre än vid motsatsen pålandsvind.